# Camiers
Camiers település Franciaországban, Pas-de-Calais megyében. Lakosainak száma 2633 fő (2022. január 1.). Camiers Dannes, Lefaux, Widehem és Étaples községekkel határos.

## Népesség
A település népességének változása:
| Lakosok száma | 2636 | 2662 | 2733 | 2717 | 2748 | 2730 | 2707 | 2683 | 2633 |
|               | 2013 | 2015 | 2016 | 2017 | 2018 | 2019 | 2020 | 2021 | 2022 |